# زنابق الغيتو (فلم)
زنابق الغيتو (بالإنجليزية: Lilies of the Ghetto)، هُو فيلم دراما نيجيري صدر سنة 2009 وأخرجه أوباكا جوزيف أوغوشوكوو.

## وصلات خارجية
مقالات تستعمل روابط فنية بلا صلة مع ويكي بيانات